# اندی نلسون
اندی نلسون (انگلیسی: Andy Nelson) مهندس صدا و میکس‌کننده مجدد بریتانیایی است که در لس آنجلس، کالیفرنیا، ایالات متحده فعالیت می‌کند. او تاکنون دو بار برنده جایزه اسکار بهترین صداگذاری از میان ۲۴ نامزدی شده است. نلسون از سال ۱۹۸۰ تاکنون در بیش از ۱۵۰ فیلم همکاری داشته است. علاوه بر جوایز اسکار، او پنج بار برنده جایزه بفتا برای بهترین صداگذاری شده و هشت بار دیگر نیز در همین بخش نامزد شده است. او در فهرست افتخارات سال نو ۲۰۰۱ ملکه، نشان صدسالگی استرالیا را به پاس خدماتش به جامعه استرالیا و صنعت فیلم این کشور دریافت کرد.